# Câmp-Moți
Câmp-Moți település Romániában, a Partiumban, Bihar megyében.

## Fekvése
Vaskohmező mellett fekvő település

## Története
Câmp-Moți korábban Vaskohmező része volt.
1956-ban a várost alkotó településként adatai Vaskoh adataihoz voltak számolva.
1966-ban 236 román lakosa volt.
A 2002-es népszámláláskor 112 román lakosa volt.